# لیدوود (میزوری)
لیدوود (به انگلیسی: Leadwood) یک شهر در ایالات متحده آمریکا است که در شهرستان سنت فرانسوا، میزوری واقع شده‌است. لیدوود ۳٫۰۰ کیلومتر مربع مساحت و ۱٬۲۸۲ نفر جمعیت دارد و ۲۴۶ متر بالاتر از سطح دریا قرار دارد.